# Robert Kendrick
Robert Bradley Kendrick (ur. 15 listopada 1979 w Naples) – amerykański tenisista.

## Kariera tenisowa
Do zawodowego grona tenisistów przystąpił w 2000 roku, natomiast w 2013 roku zakończył zawodową karierę.
Pierwszy kontakt z rakietą tenisową miał w wieku pięciu lat. Do zawodowego grona tenisistów przystąpił w dwudziestym roku życia. Przez pierwsze lata swojej kariery grywał głównie w turniejach rangi ITF Men's Circuit. Później rozpoczął grę w zawodach kategorii ATP Challenger Tour, a w 2001 roku zadebiutował w rozgrywkach ATP World Tour, w Auckland. W roku 2001 po raz pierwszy przystąpił do wielkoszlemowego turnieju, Wimbledonu, lecz odpadł w eliminacjach. Podobnie było również w US Open, natomiast grze podwójnej zagrał w turnieju głównym odpadając w I fazie rozgrywek. Tego roku wygrał turnieje ATP Challenger Tour w deblu w Aptos, wspólnie Brandonem Hawkiem oraz w Kerrville ponownie grając razem z Hawkiem.
W roku 2002 w Australian Open, French Open, jak i US Open Amerykanin nie przebrnął kwalifikacji, a do Wimbledonu nie przystąpił. Tego samego roku zdobył tytuł singlowy ATP Challenger Tour w Tulsie, pokonując w finale 6:3, 6:3 Daniela Mela. W deblu wygrał w San Antonio, będąc wtedy w parze z Diegiem Ayalą.
Sezon 2003 Amerykanin rozpoczął od półfinału imprezy rangi ATP World Tour w Delray Beach, przechodząc najpierw kwalifikacje. W turnieju głównym, walcząc o finał imprezy, uległ swojemu rodakowi, późniejszemu zwycięzcy rozgrywek, Janowi-Michaelowi Gambillowi 3:6, 6:2, 6:7(5). Wcześniej, w San José zagrał w finale w grze podwójnej. Ostatecznie wraz z Paulem Goldsteinem nie sprostał w walce o tytuł mistrzowski duetowi Lee Hyung-taik–Uładzimir Wałczkou przegrywając 5:7, 6:4, 3:6. Później awansował do turnieju głównego Wimbledonu, lecz w I rundzie przegrał z Felicianem Lópezem. Latem wystartował po raz pierwszy w rozgrywkach rangi ATP Masters Series, w Cincinnati.
W 2004 roku Kendrick wywalczył tytuł w zawodach ATP Challenger Tour w Austin pokonując w finale Wesleya Whitehousa 7:5, 6:7, 6:2.
W sezonie 2006 Kendrick wygrał w grze singlowej turniej ATP Challenger Tour w Forest Hills. W lipcu 2006 roku wygrał rozgrywki rangi ATP World Tour w grze deblowej w Newport. Partnerem Amerykanina był wówczas Jürgen Melzer. W finale turnieju pokonali duet Jeff Coetzee–Justin Gimelstob 7:6(3), 6:0. Na trawiastych kortach Wimbledonu awansował do II rundy. W walce o III fazę rozgrywek przegrał z Rafaelem Nadalem 7:6(4), 6:3, 6:7(2), 5:7, 4:6. Na koniec roku zwyciężył podczas turniejów ATP Challenger Tour w singlu w Puebli, a w deblu w Calabasas.
Sezon 2007 rozpoczął od I rundy w Melbourne. Potem wygrał w Dallas rozgrywki z cyklu ATP Challenger Tour. W grze podwójnej doszedł do półfinałów imprez w San José i Houston (oba turnieje rangi ATP World Tour). Do końca roku wygrał jeszcze (w singlu) zawody ATP Challenger Tour w Calabasas oraz w Knoxville. W międzyczasie uzyskał ćwierćfinał w grze podwójnej w US Open. Potem zagrał w półfinale turnieju gry podwójnej w Tokio. Na koniec roku wygrał deblowe zmagania ATP Challenger Tour w Sacramento.
W roku 2008, w singlu, wygrał turnieje ATP Challenger Tour w Louisville oraz Nashville. W deblu po raz drugi z rzędu zagrał w półfinale deblowych zmagań w Tokio.
Sezon 2009 zaczął od I rundy w Australian Open. We French Open doszedł do II fazy rozgrywek, a w Wimbledonie odpadł w I rundzie. W US Open osiągnął II rundę.
W październiku 2010 roku Amerykanin wygrał swój ósmy turniej ATP Challenger Tour w grze podwójnej, w Tiburon. Wspólnie z Travisem Rettenmaierem pokonali w pojedynku finałowym parę Ryler DeHeart–Pierre-Ludovic Duclos. Na początku listopada Kendrick wygrał zawody ATP Challenger Tour w Charlottesville, zarówno w grze pojedynczej, jak i podwójnej. W singlu pokonał w finale Michaela Shabaza, natomiast w deblu triumfował razem z Donaldem Youngiem, po zwycięstwie nad parą Ryler DeHeart–Duclos.
Podczas French Open z 2011 roku Kendrick przyjmował niedozwolony stymulant, za co otrzymał karę rocznej dyskwalifikacji.

### Zwycięstwa w turniejach ATP Challenger Tour w grze pojedynczej
| Końcowy wynik | Nr  | Data | Turniej         | Nawierzchnia  | Przeciwnik        | Wynik finału  |
| ------------- | --- | ---- | --------------- | ------------- | ----------------- | ------------- |
| Zwycięzca     | 1.  | 2002 | Tulsa           | Twarda        | Daniel Melo       | 6:3, 6:3      |
| Zwycięzca     | 2.  | 2004 | Austin          | Twarda        | Wesley Whitehouse | 7:5, 6:7, 6:2 |
| Zwycięzca     | 3.  | 2006 | Forest Hills    | Ceglana       | Cecil Mamiit      | 6:2, 6:2      |
| Zwycięzca     | 4.  | 2006 | Puebla          | Twarda        | Leonardo Mayer    | 7:5, 6:4      |
| Zwycięzca     | 5.  | 2007 | Dallas          | Twarda (hala) | Benedikt Dorsch   | 6:3, 6:4      |
| Zwycięzca     | 6.  | 2007 | Calabasas       | Twarda        | Donald Young      | 3:6, 7:6, 6:4 |
| Zwycięzca     | 7.  | 2007 | Knoxville       | Twarda (hala) | Kevin Kim         | 3:6, 6:2, 6:4 |
| Zwycięzca     | 8.  | 2008 | Louisville      | Twarda (hala) | Donald Young      | 6:1, 6:1      |
| Zwycięzca     | 9.  | 2008 | Nashville       | Twarda (hala) | Somdev Devvarman  | 6:3, 7:5      |
| Zwycięzca     | 10. | 2010 | Charlottesville | Twarda (hala) | Michael Shabaz    | 6:2, 6:3      |

### Finały w turniejach ATP World Tour
| Legenda                                      |
| -------------------------------------------- |
| Wielki Szlem                                 |
| Igrzyska olimpijskie                         |
| Tennis Masters Cup / ATP Finals              |
| ATP Masters Series / ATP Tour Masters 1000   |
| ATP International Series Gold / ATP Tour 500 |
| ATP International Series / ATP Tour 250      |

#### Gra podwójna (1–0)
| Końcowy wynik | Nr | Data          | Turniej | Nawierzchnia | Partner       | Przeciwnicy                   | Wynik finału |
| ------------- | -- | ------------- | ------- | ------------ | ------------- | ----------------------------- | ------------ |
| Zwycięzca     | 3. | 16 lipca 2006 | Newport | Trawiasta    | Jürgen Melzer | Jeff Coetzee Justin Gimelstob | 7:6(3), 6:0  |